# Moldava nad Bodvou
Moldava nad Bodvou (in ungherese Szepsi, in tedesco Moldau an der Bodwa) è una città della Slovacchia facente parte del distretto di Košice-okolie, nella regione di Košice.